# 桑根达来镇
桑根达来镇，是中华人民共和国内蒙古自治区锡林郭勒盟正蓝旗下辖的一个乡镇级行政单位。

## 行政区划
桑根达来镇下辖以下地区：
巴音塔拉社区、巴彦淖尔嘎查、岗根塔拉嘎查、塔本敖都嘎查、敖日给呼嘎查、阿拉塔台嘎查、巴彦苏日格嘎查、吉布呼郎图嘎查、巴嘎额仁嘎查、恩和音宝拉格嘎查、北公司嘎查、萨如拉塔拉嘎查、巴彦舒盖嘎查、塔安图嘎查、乌日图音敖包嘎查、塔本宝拉格嘎查、宝拉根查干嘎查、伊和塔拉嘎查、图古日格嘎查、额尔敦达来嘎查、柴达木嘎查、桑根达来嘎查和巴彦锡力嘎查。

## 交通
- 海张高速
- 239国道0公里起点。
- 207国道。
- 桑根达来站:集通铁路、锡桑铁路。